# Rolf C. A. Rottländer
Rolf Carl August Rottländer (* 12. August 1932; † 1. Mai 2016) war ein deutscher Chemiker, Archäometriker und Metrologe.

## Leben
Rolf Rottländer legte die Abiturprüfung am altsprachlichen Apostelgymnasium Lindenthal im Februar 1953 ab, studierte anschließend Chemie und wurde im April 1964 an der Universität Köln promoviert. Danach studierte er Ur- und Frühgeschichte und begann seine metrologischen Forschungen 1965. Er gründete im Oktober 1967 das Labor für Bernsteinforschung am Rheinischen Landesmuseum Bonn. An der Universität Tübingen gründete er im Oktober 1971 ein archäochemisches Labor. An der Universität Köln wurde er 1976 zusätzlich in Ur- und Frühgeschichte promoviert und habilitierte sich 1986/87 an der Universität Tübingen für das Fach Archäometrie. Er gründete 1988 eine Projektgruppe Maße – Musik – Mathematik (MMM).

## Publikationen (Auswahl)
- Ein Beitrag zur Kenntnis der Systeme Thallium-Selen und Thallium-Tellur. Dissertation Köln 1964.[4]
- Der Bernstein und seine Bedeutung in der Ur- und Frühgeschichte. Dissertation Köln 1974.[5]
- Hundert Töpferstempel aus dem Kölner Stadtgebiet. In: Kölner Jahrbuch für Vor- und Frühgeschichte 14, 1974, 90–95.
- Antike Längenmaße: Untersuchungen über ihre Zusammenhänge. Friedr. Vieweg & Sohn, Braunschweig, Wiesbaden, 1979, ISBN 978-3-528-06851-6
- Einführung in die naturwissenschaftlichen Methoden in der Archäologie. Archaeologica Venatoria, Tübingen 1983, ISBN 3-921618-19-3.
- Die Resultate der modernen Fettanalytik und ihre Anwendung auf die prähistorische Forschung, 1991[6]
- Plinius Secundus d. Ä.: Über Glas und Metalle. Übersetzt und kommentiert von der Projektgruppe PLINIUS. Hrsg. von Rolf C. A. Rottländer. Scripta-Mercaturae-Verlag, St. Katharinen 2000, ISBN 978-3-89590-089-1[7]